# Andijoni repülőtér
Az Andijoni repülőtér (IATA: AZN, ICAO: UTFA) nemzetközi repülőtér Üzbegisztánban, Taskent közelében. 1992-i katonai repülőtérként üzemelt. Éves utasforgalma 4 fő .

## Futópályák
A repülőtér futópályái:
- 04/22 (2978 m, beton)

## Forgalom
Az utasforgalom az elmúlt években az alábbi módon változott:
| 2019 | 4 |

## Légitársaságok és úticélok
2023-ban a Andijon repülőtérről az alábbi járatok indulnak:
| Légitársaság       | Célállomások                                                            |
| ------------------ | ----------------------------------------------------------------------- |
| Uzbekistan Airways | Moszkva-Domogyedovó, Novosibirsk, Saint Petersburg, Samarqand, Tashkent |